# Shangle
Shangle är den svenske musikern Henrik Venants första musikalbum som soloartist och gavs ut 2002 på skivbolaget Heartwork.

## Låtlista
1. Midst
2. Doodledip
3. Monkeys of the Apes
4. Qphlue (D.Dip)
5. Mr. Prinkle
6. Lonelyonly
7. Hündin (Mr.P.)